# مونتنایش
مونتنایش (به آلمانی: Möntenich) یک شهر در آلمان است که در کوخم-تسل واقع شده‌است. مونتنایش ۱۴۹ نفر جمعیت دارد.